# Осина (гора)
Осина (пол. Osina) — вкрита лісом гора, висотою 963 метри, розташована в пасмі гір Високий Діл, у Західних Бещадах (Східні Карпати), на кордоні Польщі, Словаччини та України.

## Географія
Гора Осина знаходиться східніше гори Берест в головному хребті пасма Високий Діл, в його східній частині, на північ від дороги Команча — Тісна, на північно-східній околиці села Зубряче.
Високий Діл історично був межею по якій проходив розділ етнографічних територій розселення українських груп лемків та бойків.
До 1946 року на цих територіях українці складали більшість населення, проте під час «Операції Вісла» їх було виселено до Польщі та СРСР.
Через гору Осина проходить туристичний маршрут, що веде від села Тісна до гори Волосян.